# Ventarrón de enero de 1976
El vendaval de enero de 1976, ampliamente conocido como la tormenta "Capella" en Alemania y la inundación de Ruisbroek en Bélgica, fue uno de una serie de ciclones extratropicales y marejadas ciclónicas que ocurrieron durante enero de 1976. El vendaval de 2-5 de enero de 1976 provocó graves daños por el viento en Europa occidental y central e inundaciones costeras en las costas del sur del Mar del Norte. En su momento, esta fue la tormenta más severa del siglo sobre las Islas Británicas. El total de víctimas mortales alcanzó 82 en toda Europa, aunque la Organización Meteorológica Mundial da una cifra de 100. De éstos, 24 se registraron en Gran Bretaña y 4 en Irlanda. Pérdidas totales de US$1,3 Se produjeron daños por valor de 500.000 millones de dólares, con pérdidas aseguradas por valor de 500.000 millones de dólares. millón (1976).

## Historia meteorológica
En diciembre de 1975 persistió una profunda depresión al norte del mar de Barents, con una alta al norte de las Azores y al oeste de Vizcaya, lo que intensificó un fuerte flujo del oeste sobre el norte de Europa. Este flujo del oeste anómalamente fuerte sobre el Atlántico Norte generó una baja presión mantenida en el Atlántico central en asociación con una vaguada superior casi estacionaria. Durante la tarde del 1 de enero, una depresión se desprendió de esta zona de bajas presiones del Atlántico central desde el SO de las Azores en una onda frontal, transportando una masa de aire cálido y húmedo y se desplazó rápidamente hacia el noreste, hasta tener su centro 150 kilómetros (90 mi) al noreste. al noroeste de Malin Head, Irlanda, al mediodía del 2 de enero. En su viaje, el sistema se profundizó rápidamente, impulsado por una corriente de aire frío del norte que proporcionó un contraste de temperatura que impulsó un desarrollo explosivo. Luego, la baja presión se dirigió hacia el este, cruzó el centro de Escocia hacia el Mar del Norte y llegó al norte de Dinamarca en la mañana del 3 de enero. La presión central alcanzó un mínimo de 962 hPa en el este del Mar del Norte. Después de cruzar el Mar del Norte, la baja presión se alargó sobre el sur del Mar Báltico, con el centro extendiéndose desde Dinamarca hasta el Golfo de Gdansk, con un frente ocluido que se extendía paralelo a la costa sur del Mar Báltico. Luego, la baja presión se fusionó con una baja presión secundaria que se había formado en su estela, adoptando una forma alargada sobre Dinamarca y el sur del mar Báltico.

### Previsiones y alertas
El rápido desarrollo del vendaval tomó por sorpresa al servicio meteorológico irlandés. La policía recibió advertencias de inundaciones de la Oficina Meteorológica recién media hora antes de que el agua sobrepasara las defensas marinas. El servicio meteorológico nacional del Reino Unido estaba en funcionamiento en ese momento y emitía avisos hasta 12 horas antes de la tormenta. 

## Daños causados por el viento

### Irlanda
Met Éireann estimó que la tormenta en Irlanda fue un tercio más destructora que la tormenta anterior del 11 y 12 de enero de 1974 y fue igualmente destructiva que la tormenta del 27 y 28 de enero de 1974; aunque el número de víctimas fue el doble. En general, la tormenta no fue tan severa en Irlanda como esas tormentas, pero en el medio oeste de Irlanda fue particularmente severa, especialmente a lo largo de los tramos superiores del río Shannon desde Limerick hasta Portumna y Athlone. La duración y la fuerza de los vientos fueron comparables en toda Irlanda a los experimentados durante el ex huracán Debbie de 1961.
En Irlanda, los daños causados por el viento derribaron árboles y cables eléctricos en la tarde del 2 de enero, bloqueando muchas carreteras. La empresa de electricidad irlandesa estimó que unos 90.000 hogares (el 10% de todos los atendidos) habían sufrido interrupciones del suministro eléctrico durante un período prolongado. El transporte se vio ampliamente afectado por la tormenta y muchas islas quedaron aisladas por el fuerte mar. El transporte aéreo quedó suspendido durante varias horas en los aeropuertos irlandeses. En el aeropuerto de Shannon, un gran hangar inflable fue volado.

### Reino Unido
En las Islas Británicas, la tormenta fue descrita como la peor desde 1953 y la destrucción cubrió un área más amplia del Reino Unido que la Gran Tormenta de 1987, con 1,5 Millones de incidentes con daños reportados. La tormenta provocó daños estructurales en casi todos los condados de Inglaterra, Gales e Irlanda del Norte, con las áreas más afectadas en una franja que va desde el Úlster a través del Mar de Irlanda hasta Lancashire y a través de Midlands hasta East Anglia.
Velocidades del viento superiores a 40 m/s (144 km/h; 89,5 mph) se registraron en varias estaciones en Inglaterra, con la RAF Wittering en Cambridgeshire registrando una ráfaga de 105 mph (46,9 m/s; 169 km/h; 105 mph) a las 22:18 GMT del 2 de enero. Muchas estaciones en el noreste de Inglaterra, East Anglia y Midlands experimentaron ráfagas de viento superiores a 36 m/s (130 km/h; 81 mph), con vientos medios (por hora) de 23 m/s (83 km/h; 52 mph) o más. Se alcanzaron a menudo fuertes vendavales o tormentas con fuerza de huracán 12 en algunos lugares del sur de Gales, el suroeste y el norte de Inglaterra, y Middlesbrough experimentó vientos de 114 mph (51 m/s; 183 km/h).
En Gran Bretaña continental, los ferrocarriles se vieron gravemente afectados debido al colapso del suministro eléctrico aéreo en las Midlands. Una avioneta fue lanzada desde el suelo hacia la vía férrea en el aeropuerto de Southend, causando interrupciones en la línea. También se produjeron daños en el aeropuerto Manchester Ringway (ahora aeropuerto de Mánchester), donde los mástiles de iluminación de aproximación de la pista se doblaron y pandearon por el viento. Los fuertes vientos derribaron una grúa en el centro de Mánchester.
Los fuertes vientos hicieron volar un árbol de haya sobre la casa de los elefantes del parque Safari de Longleat, causando daños estimados en 20.000 dólares estadounidenses. Los elefantes Twiggy y Chiki escaparon ilesos y luego los pusieron a trabajar sacando los restos del árbol de su casa.
Uno de los pináculos de la torre principal de la Catedral de Worcester se estrelló contra el techo y el crucero durante la tormenta. Se produjeron cortes de electricidad prolongados en Norfolk, con cortes de electricidad a más de 100.000 personas en los tres condados de Kent, Surrey y Sussex al sur de Londres. El teatro Old Vic de Londres fue evacuado debido a que los fuertes vientos derribaron los andamios que rodeaban el lugar.
Un portavoz del RAC describió las condiciones generales del país como "una bolera gigante con árboles esparcidos como bolos por toda la calle".
En Irlanda del Norte se produjeron cortes de electricidad prolongados.

### Países Bajos

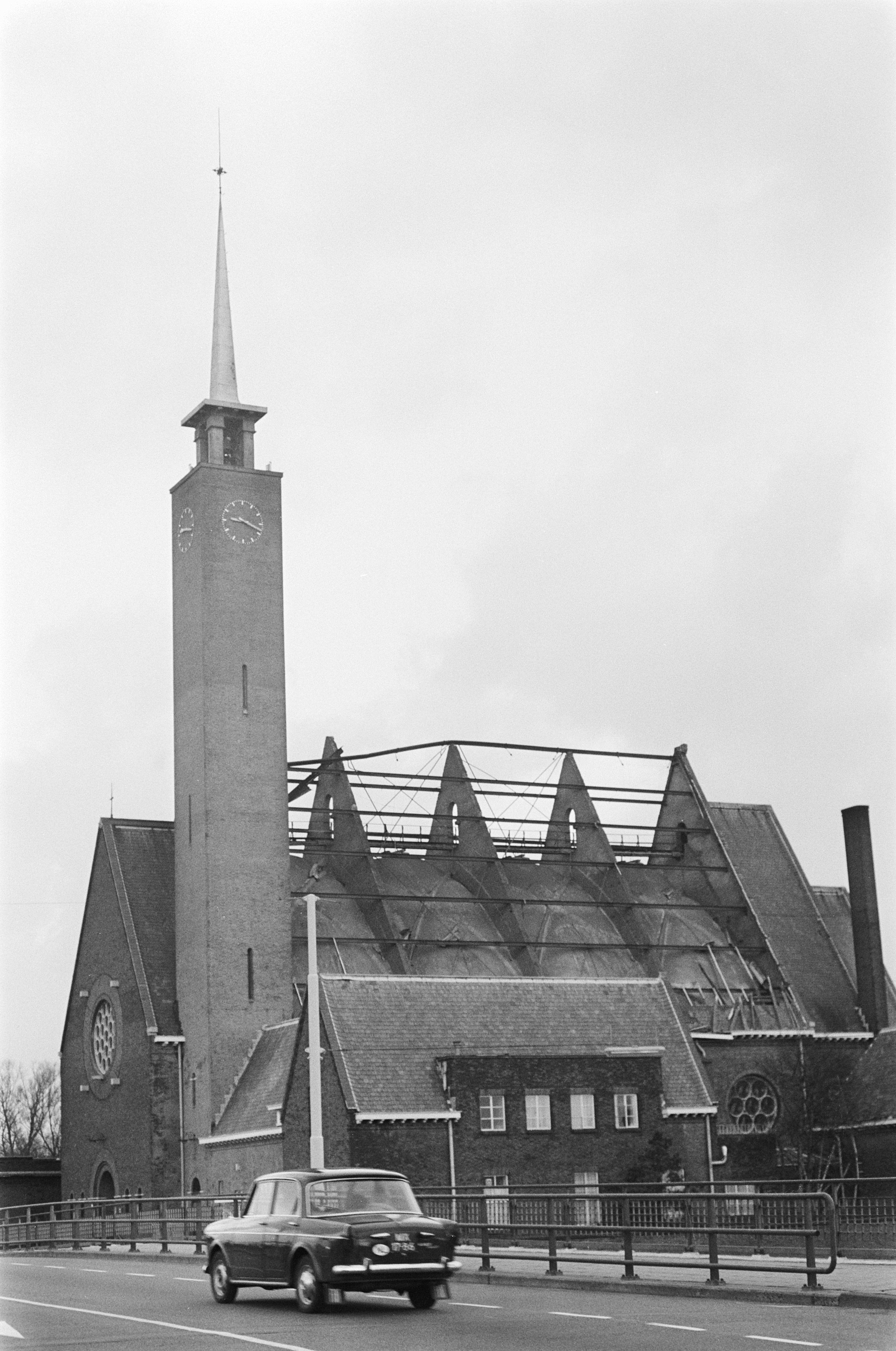
La iglesia de Santa Ana de Amstelveen, sin tejado, 1976

La tormenta de enero de 1976 fue similar en fuerza a las del ciclón Quimburga (13 de noviembre de 1972) y la tormenta del 2 de abril de 1973 en los Países Bajos, con vientos promedio 120 km/h (74,6 mph) y ráfagas que alcanzan 144 km/h (89,5 mph) en IJmuiden y Vlissingen. La estación meteorológica de Róterdam-Geulhaven informó una ráfaga máxima de 152 km/h. Dos buques faro en el Mar del Norte informaron de vientos huracanados que duraron varias horas y que continuaron durante el resto del 3 de enero.
En otras partes de los Países Bajos, los daños incluyeron la torre de la iglesia de San Bonifacio en Leeuwarden, que fue derribada por los fuertes vientos. Las imágenes captadas del evento aparecieron en periódicos de todo el mundo. En Amstelveen, el tejado de la iglesia de Santa Ana fue volado. Los daños a los bosques, en particular en las provincias holandesas de Drenthe, Utrecht, Overijssel y Gelderland, fueron generalizados; la caída de árboles dañó edificios en el área natural de Veluwe. En los Países Bajos se registraron dos muertes causadas por fuertes ráfagas de viento; una de ellas fue consecuencia de fuertes vientos que arrastraron un coche desde el Afsluitdijk hasta el IJsselmeer. En Ameland, en las islas Frisias, se erosionaron decenas de metros de dunas y arena, junto con el hotel Steinvoorte. En Deventer se soltaron varios vagones de tren. En la región de Westland, en Holanda Meridional, los daños a los invernaderos fueron cuantiosos.

### En otra parte
Se registró una breve tormenta en el norte de Francia, que afectó especialmente a Nord-Pas de Calais, con vientos en Lille de 137 km/h. Una carpa inflable de plástico también fue arrancada por los fuertes vientos cerca de Besançon, Francia, y la exhibición de reptiles que se encontraba en el interior fue destruida, liberando a 600 reptiles. La policía dijo más tarde que habían vuelto a capturar las pitones, cobras, serpientes de cascabel y cocodrilos. En Alemania, el Instituto Meteorológico de la Universidad Libre de Berlín registró por primera vez vientos con fuerza de huracán (Beaufort 12) el 3 de enero en Berlín. En Berlín se registraron fuertes tormentas en el nivel Beaufort 10 durante 17 horas. Un matrimonio de la ciudad de Wilmersdorf fue víctima de un árbol derribado por el viento. Ráfagas máximas en Alemania de 180 km/h en Feldberg, en la Selva Negra. En Baviera hubo seis muertos por accidentes de tráfico. En Alemania del Este, la tormenta provocó varios cortes de electricidad e interrumpió el transporte ferroviario entre Magdeburgo y Halberstadt.
En Suiza, dos incidentes separados dejaron varados a pasajeros en teleféricos. Polonia y Checoslovaquia también informaron de interrupciones del transporte debido a la tormenta, con vientos en el aeropuerto Ruzyně de Praga que alcanzaron 130 kilómetros por hora (80,8 mph) y cortes en el servicio eléctrico y telefónico en Praga. Vientos de 120 km/h (75 mph) en Hungría provocaron pérdidas de bosques y daños en Budapest, y se extendieron hasta el norte de Yugoslavia. Se registraron dos muertes en los Alpes austríacos debido a fuertes tormentas de nieve y una avalancha provocó la muerte de un esquiador en Italia. Los fuertes vientos también habrían sido responsables de propagar un incendio forestal a una tintorería en Como, lo que provocó pérdidas de 1.000 millones de dólares estadounidenses (de 1976) en daños. Se reportaron cinco muertes en Escandinavia, una de ellas la de un reparador que intentaba arreglar cables eléctricos caídos.

## Incidentes marítimos

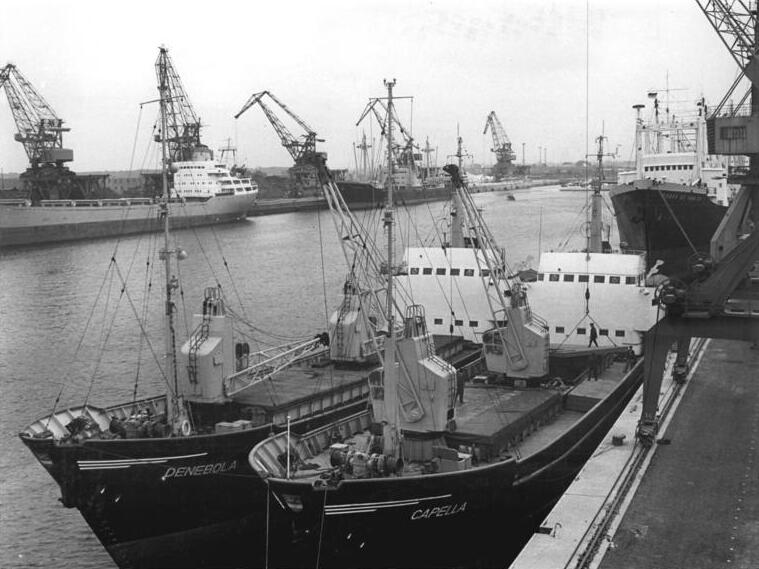
Capella (derecha), un barco alemán que fue perdido en la tormenta que le terminó dando el nombre a la tormenta en ese país.

En el Mar de Irlanda, 400 pasajeros a bordo del ferry de Le Havre a Rosslare llegaron con 10 horas de retraso tras ser arrastrados por la tormenta. En Merseyside, en la terminal petrolera de Tranmere, los fuertes vientos provocaron que el petrolero Shell Myrina se soltara (rompiendo 14 cabos de amarre y mangueras de descarga de petróleo) y encallara en un banco de arena. Trece remolcadores reflotaron el petrolero durante la marea alta del día siguiente. Un embarcadero recientemente inaugurado para el Mersey Ferry se hundió, lo que costó 1,25 Millones de libras. El antiguo barco de vapor de la Isla de Man TSS King Orry (IV) rompió su amarre y encalló en el estuario de Lune, mientras estaba atracado en el muelle Glasson a la espera de ser desmantelado.
Las disrupciones en el transporte marítimo en el Canal de la Mancha y el Mar del Norte fueron graves. La tormenta paralizó la navegación a lo largo de la costa del Canal de la Mancha, hundiendo barcos en sus amarres y los transbordadores que cruzaban el Canal tuvieron que suspender su actividad mientras duró la tormenta. El barco danés Norfos comunicó por radio que se estaba escorando hacia el suroeste de Inglaterra. El fuerte mar rompió las ventanas de plexiglás de las cubiertas superiores de un ferry que viajaba entre Noruega y Bélgica.
En Róterdam, el carguero Nopalsel de 19.000 TRB se soltó de sus amarras y para evitar que se estrellara contra el puente principal del puerto se emplearon doce camiones para tirar del barco con cables de acero. El barco Stardust encalló en 's-Gravenzande y más tarde fue demolido in situ después de que la reflotación no tuviera éxito. El buque minero italiano Brasilia de 72.350 TRB chocó con el Forteiland (Fort Island) IJmuiden, en su camino hacia la acería Koninklijke Hoogovens, el remolcador Stentor encalló en el intento de salvamento. Cinco remolcadores lograron finalmente poner a salvo al Brasilia, tras bloquear la salida al puerto de Ámsterdam durante ocho horas. En Alemania Occidental, helicópteros navales rescataron a 22 personas de barcos en el bajo río Elba. En el Canal de Kiel, una ráfaga de viento provocó que el carguero de 1.000 toneladas Elbe colisionara con el carguero de 1.400 toneladas Gabbro, que quedó encallado.
Después de pedir ayuda por radio en la tarde del sábado 3 de enero, a unas 30 millas al norte de la isla holandesa de Terschelling, los informes de radio indicaron que todas las búsquedas habían sido en vano y que el MV Carnoustie, de 500 toneladas, había volcado después de que su carga de grano se moviera durante las tormentas en el Mar del Norte. El barco transportaba su carga desde Brunsbüttel, Alemania, a Leith, Escocia, y los ocho tripulantes murieron.
Al noroeste de las Islas Frisias Orientales, el barco costero de la serie 840 MS Capella, registrado en Rostock, Alemania del Este, comenzó a hacer agua cerca de Borkum. La tripulación de 11 personas se perdió antes de que los guardacostas holandeses pudieran llegar al barco. El nombre del barco se utiliza para denominar a esta tormenta en Alemania, donde se la conoce como la tormenta "Capella".

## Marejada ciclónica e inundaciones costeras

### Irlanda y el mar de Irlanda
El río Shannon se desbordó en Limerick con un nivel de marea a solo 3 pulgadas (76,2 mm) de alcanzar una altura récord. En Kinvara, el mar se estrelló contra los muros del muelle y, por momentos, pareció que la ciudad iba a quedar aislada, ya que la marea subió sobre la carretera en dos lugares, pero luego bajó. En Liverpool se registró la mayor crecida en la historia de la ciudad, con un nivel total de agua de 1,98 m en enero de 1976, lo que dio como resultado un nivel de agua alto de 5,56 m por encima del nivel medio de marea (MTL).

### Bélgica
El pueblo de Ruisbroek se inundó después de que un dique cediera más de 100 metros. El acontecimiento se recuerda en un museo ubicado en el antiguo ayuntamiento.

### Mar del Norte
A medida que el fuerte viento pasaba sobre el Mar del Norte, se registró una marejada ciclónica a lo largo de toda la costa este del Reino Unido el 3 de enero, avanzando desde el norte del Mar del Norte, los niveles de agua en el norte de Inglaterra subieron más que los de la inundación del Mar del Norte de 1953, aunque fueron más bajos en el sur. La marejada ciclónica fue mucho más severa en la costa norte de Alemania, alcanzando niveles nunca antes registrados, llegando a 6,45 m sobre el nivel medio del mar en Hamburgo (4,5 m sobre el nivel medio de las aguas altas). Afortunadamente, después de la devastadora inundación del Mar del Norte de 1962 se habían levantado diques que eran 0,85 m más bajos.

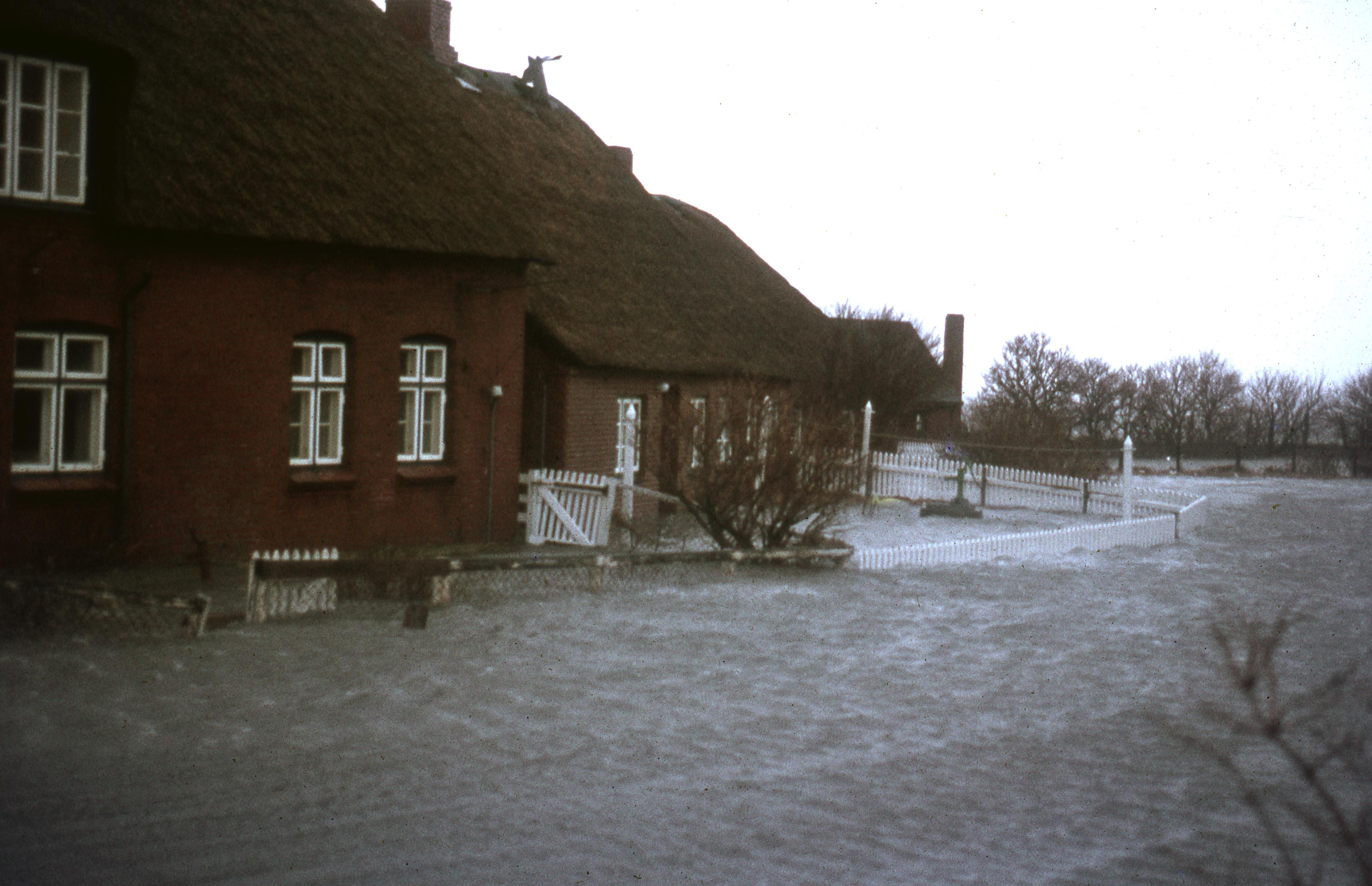
Marejada ciclónica "Capella", 3 de enero de 1976, Hilligenley, Hallig Langeneß, Alemania

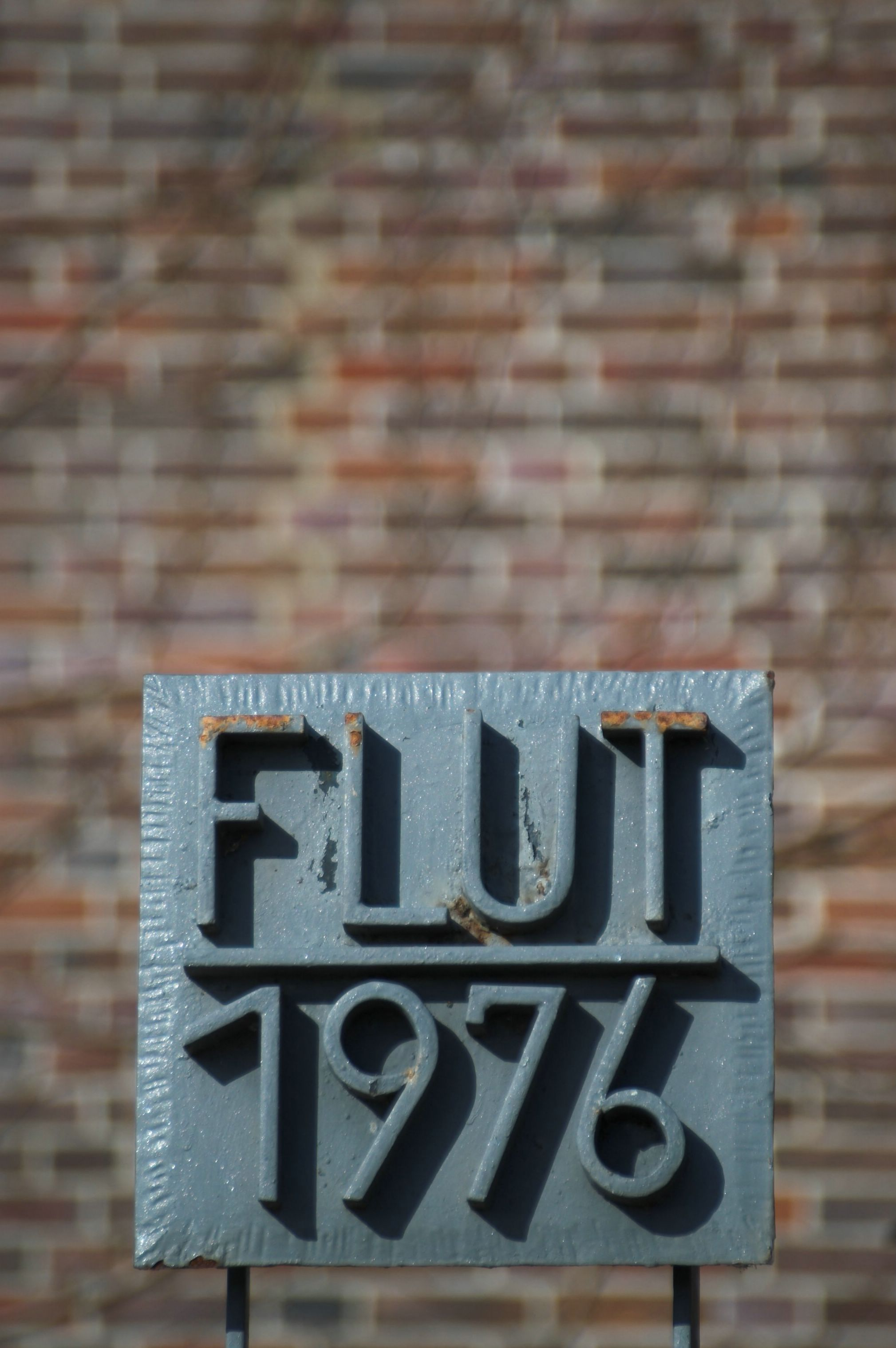
Marcador de altura de inundación Blankenese, Hamburgo

| Location            | Marea vespertina de 1953 | Marea vespertina de 1976 | Marea vespertina de 1978 |
| ------------------- | ------------------------ | ------------------------ | ------------------------ |
| Wick                | –                        | –                        | 3.92                     |
| North Shields       | 3.32                     | 3.43                     | 3.52                     |
| Barton on Humber    | –                        | –                        | 5.15                     |
| South Ferriby       | 4.79                     | 5.30                     | 5.30                     |
| Immingham           | 4.50                     | 4.50                     | 4.67                     |
| Grimsby             | –                        | 4.35                     | 4.50                     |
| Boygrift            | –                        | 4.30                     | 4.50                     |
| Boston Dock         | 5.25                     | 5.24                     | 5.50                     |
| Boston Grand Sluice | 5.40                     | 5.22                     | 5.63                     |
| Fosdyke             | ca. 5.40                 | 5.18                     | 5.90                     |
| Wisbech             | ca. 5.10                 | 4.99                     | 5.60                     |
| King's Lynn         | 5.65                     | 4.99                     | 5.92                     |
| Wells               | 5.13                     | 4.46                     | 4.91                     |
| Great Yarmouth      | 3.28                     | 2.69                     | 2.19                     |
| Southwold           | 3.50                     | 2.50                     | 2.00                     |
| Aldeburgh           | 3.78                     | 2.83                     | 2.45                     |

## Secuelas
Se estima que tres tormentas en el último cuarto del siglo XX causaron pérdidas europeas por más de 5.000 millones de euros según los valores de las propiedades expuestas en 2002: el vendaval del 2 y 3 de enero de 1976 (Capella), Daria y Lothar. Capella produjo pérdidas por eventos estimadas en más de $ 26.9 mil millones  (ajustados a la inflación) en toda Europa.

### Reino Unido
En todo el Reino Unido se destruyeron un millón de metros cúbicos de madera, el Real Instituto Meteorológico de los Países Bajos estimó que la mitad de los bosques de Inglaterra fueron arrasados. Se demolieron 100.000 m² de vidrio (aproximadamente el 0,5% del total nacional), principalmente en West Midlands, East Anglia y Lea Valley. Además, en estas y otras zonas se produjeron daños menos graves en los vidrios. La mayor parte del vidrio demolido era antiguo, pero se estimó que el coste de reemplazar 100.000 m² con vidrio nuevo podría alcanzar 1 £. millón. También resultaron dañados unos 400.000 m² de estructuras plásticas, aproximadamente un tercio de la superficie nacional. 
En Cleethorpes se construyó un nuevo malecón de novecientos metros de longitud a lo largo de la vía férrea (con un coste de un millón de libras). La construcción comenzó en el verano de 1977. Durante el período de construcción, la zona se vio afectada por la marejada ciclónica del Mar del Norte de 1978, de mayor magnitud a nivel local, que inundó 1000 propiedades, lo que llevó a acelerar la construcción hasta su finalización en octubre de 1978. Se puso en marcha un plan que costó 215.000 libras para reforzar las defensas marítimas en Mablethorpe, que incluía la instalación de puertas de madera en los jergones que pudieran cerrarse en invierno. Se niveló el paseo marítimo de Sutton-on-Sea, se construyó un muro de protección adicional y también se realizaron trabajos para aumentar la altura del malecón donde estaba sobrepasado. Más adelante en la costa, en Skegness, las defensas de las dunas fueron devastadas justo al norte del muelle de Skegness; aquí se construyó un nuevo muro de hormigón, con pasto marram plantado para estimular la reforma de las dunas a un costo de £200.000, que resistió la oleada de 1978. En Norfolk, esta tormenta y la marejada de 1978 llevaron a la construcción de un pozo de 1,500 pies cúbicos. Un muro marítimo de un millón de dólares construido entre Happisburgh y Winterton Ness.
Velocidades máximas del viento de más de 90 mph (144,8 km/h) se registraron en el Observatorio Jodrell Bank, lo que puso a prueba severamente la estructura del Telescopio Lovell. Después de la tormenta, se agregaron dos puntales de refuerzo diagonales para darle al telescopio mayor rigidez cuando se lo estacionó en el cenit para capear las tormentas.
Las principales compañías de seguros estimaron, inmediatamente después de la tormenta, que los daños en el Reino Unido podrían superar los 100 Millones de dólares y posiblemente llegar a los 200 Millones ($ 1.07 mil millones) (inflación ajustada a 2014). El pago promedio del seguro por la tormenta fue de £150 (£ 964 ajustados a la inflación de 2014) y totalizó más de 1,5 Millones de reclamaciones. El reclamo de seguro promedio por esta tormenta fue seis veces menor que el de la tormenta de 1987, principalmente porque afectó áreas con valores de propiedad y densidad más bajos que esa tormenta. Las acciones de las compañías de seguros cayeron bruscamente en la Bolsa de Londres inmediatamente después de la tormenta.

### Bélgica
Los residentes de las zonas afectadas quedaron enojados y aturdidos, pues esperaban una mejor protección contra las aguas de la inundación. El 6 de enero, los habitantes de Ruisbroek, Amberes, se enfrentaron al monarca belga Balduino con cánticos de "Queremos pan" y "Reparad los diques". Un residente enojado se enfrentó al rey y le preguntó por qué "Hay  30 mil millones de francos belgas disponibles para los aviones que vuelan sobre nuestras cabezas, pero no suficiente dinero para reforzar los diques?" Los residentes enojados de Moerzeke y Kastel incluso lanzaron piedras a los políticos. Este desastre creó una gran (pero efímera) conciencia pública sobre el riesgo de inundación a lo largo del tramo mareal del Escalda.

### Dinamarca
Antes de la marejada ciclónica, en Dinamarca se había debatido si era necesario reforzar el dique de Tønder o construir un nuevo dique delante del existente para resistir una tormenta de una frecuencia de una vez cada 200 años. Esta oleada puso fin al debate y Dinamarca y Alemania llegaron a un acuerdo para abrir un nuevo dique transfronterizo delante del anterior (vista de Google Earth de la zona), que se completó en octubre de 1981, y el dique de Ribe se reforzó en 1980. Después de la marejada ciclónica de 1976, también se levantaron diques a lo largo de la costa occidental de Jutlandia lo suficiente para contener gran parte de la marejada ciclónica del 24 de noviembre de 1981, cuando los niveles de agua en Esbjerg y Ribe alcanzaron hasta 5 m más altos de lo previsto.

## Galería

Árbol caído después de la tormenta en enero de 1976 Elandsgracht, Amsterdam